# DisneyMania 2
DisneyMania 2 es el segundo álbum de siete DisneyMania álbumes, lanzado en 2004. Al igual que su predecesor, Disneymania, Disneymania 2 fue un éxito comercial, certificado de Oro en noviembre de 2005. DisneyMania 2 fue más exitoso en la medida en que llegaron a un máximo de #29 en el Billboard 200. Los sencillos del álbum incluyen "Circle of Life", por el Círculo de Estrellas de Disney Channel, y "Anytime You Need A Friend", de las Beu Sisters. Además, la banda No Secrets hizo un videoclip de la canción "Once Upon Another Dream", que fue presentado en un evento de DisneyMania 2, y que figura en la edición especial del DVD de la Bella Durmiente.

## Lista de canciones
| Disney Mania 2 |                                                                       |                                  |          |  |
| N.º            | Título                                                                | Intérprete(s)                    | Duración |  |
| 1.             | «Welcome» (De La Película : Brother Bear)                             | Jump 5                           | 3:15     |  |
| 2.             | «True to your Heart» (De La Película: Mulan)                          | Raven-Symoné                     | 3:45     |  |
| 3.             | «It's a Small World» (De La Atracción: It's a small world)            | Baha Men                         | 2:44     |  |
| 4.             | «He's A Tramp» (De La Película: La dama y el vagabundo)               | The Beu Sisters                  | 2:55     |  |
| 5.             | «Zip-a-dee-doo-Dah» (De La Película: Canción del Sur)                 | Stieve Brock                     | 3:50     |  |
| 6.             | «The Siamese Cat Song» (De La Película : La dama y el vagabundo)      | Hillary Duff & Hayley Duff       | 3:50     |  |
| 7.             | «Circle of Life» (De La Película: El rey león)                        | Disney Channel's Circle of Stars | 4:11     |  |
| 8.             | «A Whole New World» (De La Película: Aladdín)                         | LMNT                             | 4:05     |  |
| 9.             | «Once Upon (another) Dream» (De La Película: La Bella Durmiente)      | No Secrets                       | 3:41     |  |
| 10.            | «Anytime You Need a Friend» (De La Película: Home on the Range)       |                                  | 3:20     |  |
| 11.            | «The Second Star to the Right» (De La Película: Peter Pan)            | Jesse McCartney                  | 3:02     |  |
| 12.            | «When You Wish Upon a Star» (De La Película : Pinocho)                | Ashley Gearing                   | 3:58     |  |
| 13.            | «A Dream Is a Wish Your Heart Makes» (De La Película : La Cenicienta) |                                  | 3:40     |  |
| 14.            | «Baroque Hoedown» (De: Disney's Electrical Parade)                    | They Might Be Giants             | 2:45     |  |
| 48:41          |                                                                       |                                  |          |  |

## Posiciones
| Álbum         | Posición      | Posición            | Posición       |
| Álbum         | Billboard 200 | Top Internet Albums | Top Kids Audio |
| ------------- | ------------- | ------------------- | -------------- |
| DisneyMania 2 | #29           | #52                 | #1             |

## Videos
1. "True To Your Heart" - Raven
2. "Circle of Life" - Disney Channel Circle of Stars
3. "Anytime You Need a Friend" - The Beu Sisters
4. "Once Upon (Another) Dream" - No Secrets

## Sencillos
1. "Circle of Life" Círculo de Estrellas de Disney Channel - lanzado en promoción de El Rey León Platinum Edition
2. "Anytime You Need a Friend" The Beu Sisters
3. "Once Upon (Another) Dream" No Secrets - lanzado en promoción de La Bella Durmiente Special Edition

## Relacionados
- DisneyMania Series
- Radio Disney Jams Series
- Pop It Rock It! y Pop It Rock It 2: It's On!
- Disney Channel Playlist y Disney Channel Playlist 2
- Disney Channel Holiday y Disney Channel - Christmas Hits
- Disney Channel Hits: Take 1 y Disney Channel Hits: Take 2
- Los Grandes Éxitos de Disney Channel (The Very Best of Disney Channel)